# Betsy Ross

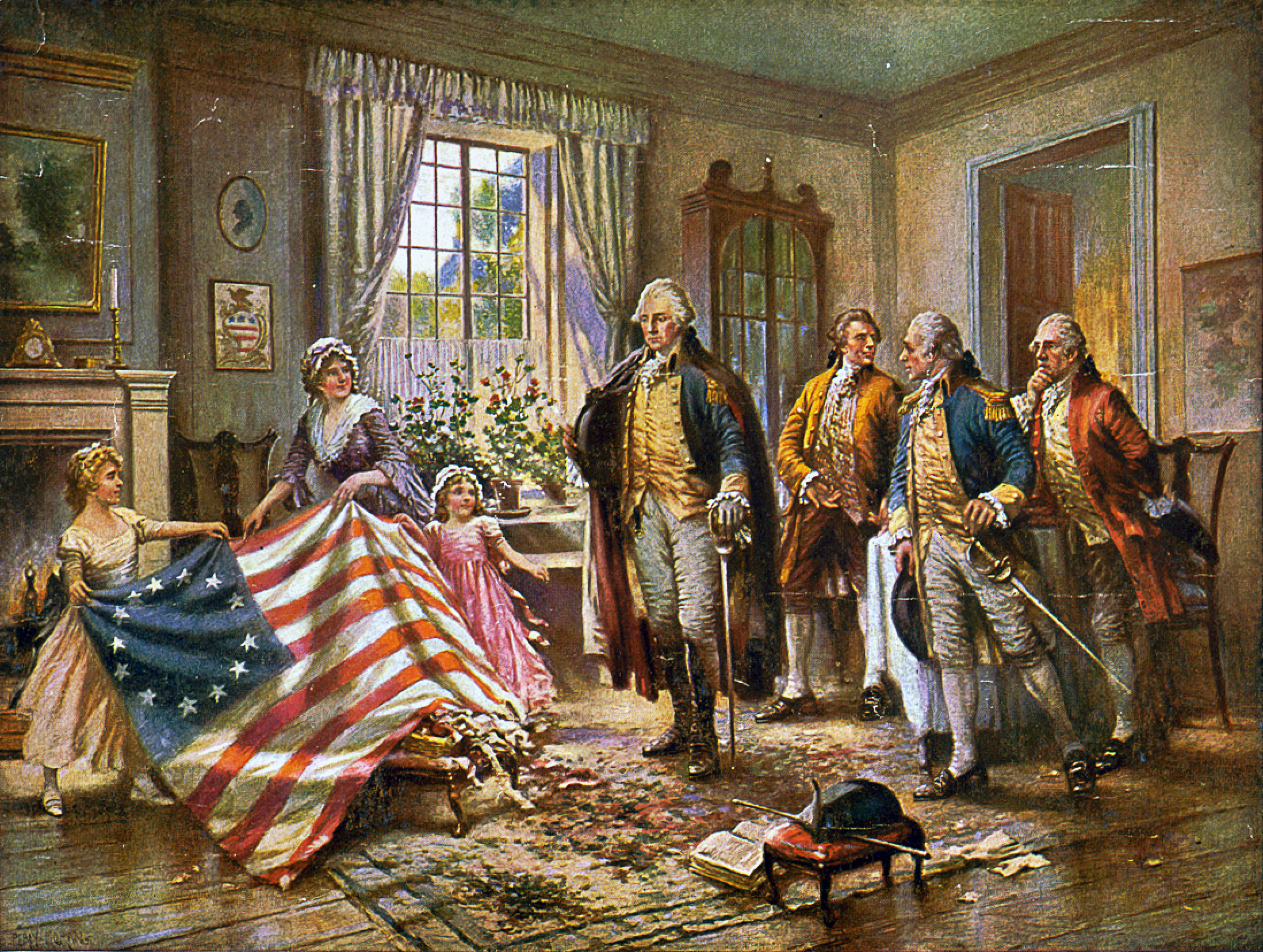
Betsy Ross și doi copii prezentând steagul cusut de ea lui George Washington și altora

Betsy Ross (n. 1 ianuarie 1752 - d. 30 ianuarie 1836) a fost o croitoreasă americană, despre care se spune că ar fi cusut primul steag american. 

## Anii timpurii
Betsy Ross s-a născut Elizabeth ("Betsy") Griscom în Philadelphia, Pennsylvania (după alte surse s-ar fi născut în Collingswood, New Jersey) fiind al optulea copil din cei 17 ai lui Samuel și Rebecca Griscom, care erau ambii membri ai grupării religioase a Quaker-ilor.  Tatăl său a fost un maistru constructor.  Betsy a urmat Friends School, numele școlii pentru copii quaker-ilor, unde a învățat să scrie și să citească și o meserie (probabil cele de cusătoreasă și de tapițer).  De aici a rezultat și ucenicia sa ulterioară într-o mică firmă de tapițerie. 

## Prima căsătorie
Pe când lucra în primul său serviciu, Betsy s-a îndrăgostit de un alt ucenic, John Ross, care era fiul unui demnitar din biserica numită Christ Church din Pennsylvania, fiind el însuși un membru al clerului episcopal.  Dar cum quakerii dezaprobau total căsătorii între diferite  comunități religioase, aidoma mamei și tatălui său, cuplul a părăsit Pennsylvania, trecând în 1773 "clandestin" Delaware River în New Jersey, unde au fost căsătoriți de William Franklin, fiul lui Benjamin Franklin.  Ca urmare, ambii tineri au fost dezmoșteniți de comunitatea quaker-ilor. 
În mai puțin de doi ani, cei doi au pornit o afacere în domeniul pentru care se pregătiseră, tapițerie.  Oricum, deși o porniseră bine, afacerea lor a fost puternic afectată de Revoluția americană, datorită restricțiilor comerciale care afectau puternic obținerea materiilor prime și a reducerii semnificative a cererii.  John s-a alăturat miliției din Pennsylvania, fiind rănit mortal de o explozie în 1776.  După decesul soțului său, Betsy a preluat total afacerea pe care cei doi o porniseră ca parteneri. 

"Steagul lui Betsy Ross", considerat a fi primul steag al Statelor Unite, cusut (conform legendei) de Betsy Ross, a fost utilizat ca steag oficial al țării între 14 iunie 1777 - 1 mai 1795

## Legenda realizării primului steag cusut al Statelor Unite
Betsy Ross este amintită ca o artistă în realizarea steagurilor în timpul Revoluției Americane.
Conform legendei create în jurul primul steag american, în iunie 1776, Betsy ar fi fost vizitată de George Washington, George Ross și Robert Morris, la vremea respectivă toți fiind trei membri ai Congresului Continental.  Betsy se întâlnise anterior cu Washington, datorită afiliației lor cu biserica Christ Church (în plus ea cususe nasturi și butoniere pentru jachetele acestuia), iar George Ross era unchiul lui John.  Ei anunțaseră că formaseră acel "comitet de trei" !  Veniseră cu gândul de a-i propune să coase un steag format din "stele și dungi", ce urma să devină primul steag american. Regula era ca stelele să aibă șase colțuri, dar Betsy s-a opus, susținând că stelele cu cinci colțuri ar fi mai potrivite. Lui Washington nu-i convenea schimbarea, deoarece credea că o stea cu cinci colțuri era mai greu de conceput decât una cu șase.  Atunci, Betsy a luat o bucată de hârtie și a realizat numaidecât o stea perfectă, cu cinci colțuri.  Asta evidențiază faptul că Betsy lucra la steaguri pentru guvern și calitățile excepționale pe care le avea.  Oricum ar fi, ea a realizat primul steag cu stele și dungi, aducând în același timp un omagiu Americii, care mai dăinuie și astăzi.